# Saskia Hippe
Saskia Hippe (* 16. Januar 1991 in Berlin) ist eine deutsche Volleyball-Nationalspielerin.

## Karriere
Saskia Hippe begann bereits als neunjährige ihre Laufbahn in ihrer Heimatstadt beim Köpenicker SC. 2008 wechselte sie zum Dresdner SC, wo sie 2010 DVV-Pokalsieger wurde. Ihren bislang größten internationalen Erfolg auf Vereinsebene errang sie ebenfalls 2010 mit dem Gewinn des Challenge Cup.
2011 wechselte Saskia Hippe in die erste italienische Liga zum Aufsteiger Chieri Volley Club und 2012 nach Tschechien zu VK Prostějov, wo sie 2013 Tschechischer Meister und Pokalsieger wurde. Danach kehrte sie nach Deutschland zurück und wechselte zum amtierenden deutschen Meister und Pokalsieger Schweriner SC.
In der Saison 2007/08 feierte die Angreiferin ihr Debüt in der A-Nationalmannschaft unter Bundestrainer Giovanni Guidetti. Hier belegte sie 2010 Platz sieben bei der Weltmeisterschaft, wurde 2011 Vizeeuropameister und wurde 2013 Sieger der Europaliga sowie erneut Vizeeuropameister.
Am 2. November 2013 erlitt Saskia Hippe im Punktspiel beim Köpenicker SC einen Kreuzbandriss und fiel für den Rest der Saison 2013/14 aus. 2015 wechselte sie zum Ligakonkurrenten SC Potsdam.
Saskia Hippe wechselte in der Saison 2016/17 zum griechischen Meister Olympiakos Piräus. Im ersten Jahr holte sie mit den Rotweißen gleich das Double. Im europäischen Challenge-Cup-Finale musste sich das Team aus Piräus dem türkischen Vertreter Bursa Büyükşehir Belediyespor geschlagen geben. In der Saison 2017/18 gelang Saskia Hippe das erneute Double. Sie wurde in beiden nationalen Wettbewerben zur wertvollsten Spielerin gekürt. International gelang ihr mit Olympiakos Piräus die Revanche gegen Bursa. Im Finale gewannen sie den europäischen CEV Challenge-Cup. Saskia Hippe erwies sich als die beste Angreiferin des gesamten Wettbewerbs. Nicht nur dank des dritten Doubles in Folge (2018/19) und der Meisterschaft im Corona-Jahr 2019/20, entwickelte sich Saskia Hippe zum absoluten Fanliebling. Ende Dezember 2020 wechselte Hippe zum italienischen Erstligisten Volley Millenium Brescia, konnte hier aber den Abstieg in die Serie A2 nicht verhindern. Daraufhin kehrte sie nach Piräus zurück. Nach der Saison 2021/22 verließ sie Olympiakos Piräus wieder. Zur Saison 2022/23 wechselte Hippe nach Rumänien zu CSO Voluntari.

## Privates
Saskia Hippes jüngere Schwester Laura spielt ebenfalls Volleyball.